# Tome des Bauges
Tome des Bauges es un queso francés de la región de Ródano-Alpes, con AOC desde noviembre de 2002 y que ha obtenido el reconocimiento como denominación de origen a nivel europeo en virtud del Reglamento (CE) n.º 503/2007, de la Comisión, de 8 de mayo de 2007. La producción de leche, la fabricación y la maduración de los quesos se efectúan en la zona geográfica que se extiende por el territorio de una serie de municipios de los departamentos  de Alta Saboya y Saboya. Es un queso de pasta prensada no cocida tipo tomme, siendo la única tomme que se escribe con una sola «m», pues viene de la palabra dialectal saboyana toma (existente en Italia, por ejemplo, la Toma piemontese).

## Historia
El queso denominado «Tome des Bauges» recibe su nombre del macizo alpino del que procede. La existencia de «tome» o «tomme» está documentada desde hace varios siglos en esta región. Ya se fabricaba en el siglo XVII. En 1807, en un cuestionario entregado al prefecto de la época, se definía como el queso "que consume el campesino" y del que "no se podría prescindir en cada comida". 
El macizo de Bauges tiene unas características topográficas muy peculiares, ya que se trata de un macizo de piedra caliza compuesto por un valle cercado por acantilados. El paisaje se caracteriza por zonas de pastos y pastizales de montaña y por un clima de montaña con importantes precipitaciones durante todo el año y temperaturas muy bajas en invierno. La combinación clima — medio geológico hace que la zona tenga un potencial forrajero considerable y favorece la selección de una flora diversificada y adaptada.

## Elaboración
El queso «Tome des Bauges» se elabora a base de leche cruda de vaca, entera o parcialmente desnatada, de pasta prensada, salada, con corteza florida. La leche debe proceder de rebaños de vacas lecheras de raza «abondance», «tarine» y «montbéliarde»; las vacas de raza «abondance» y «tarine» deben constituir como mínimo el 50 % del rebaño. Por otro lado, la leche debe proceder de rebaños cuyo promedio no puede exceder de 5500 kg por cada vaca lechera en lactancia y por año. La ración básica de la alimentación del rebaño consiste en pastos durante el verano al menos durante 120 días, y de heno distribuido a discreción durante el invierno. 
La leche se recoge en un radio de 15 km alrededor del centro de fabricación. Los únicos productos auxiliares autorizados para la fabricación son la sal, el cuajo y los fermentos lácticos obtenidos con prácticas de cultivo tradicionales. Se procede a la elaboración del queso en un plazo mínimo de 12 horas después del primer ordeño en caso de conservación de la leche a una temperatura superior a 10 °C o en un plazo máximo de 28 horas en caso de enfriamiento de la leche entre 6 °C y 10 °C; en tal caso la leche no puede proceder de más de dos ordeños consecutivos. Se procede a la adición de cuajo a una temperatura comprendida entre 32 °C y 35 °C. El queso se elabora en una cuba de cobre abierta con una capacidad máxima de 3000 litros. Tras el corte de la cuajada, el tamaño del grano es igual al de un grano de maíz. A continuación se calienta la cuajada a una temperatura de 35 °C a 40 °C. Queda prohibido desuerar y añadir agua. El queso se introduce en moldes bien manualmente, bien por gravedad. 
El prensado se realiza por amontonamiento durante un mínimo de 7 horas durante las cuales se da la vuelta a los quesos un mínimo de 4 veces. Luego se salan en seco a mano; los quesos de fábrica pueden ir en salmuera. Los quesos se someten a continuación a un período de curación mínimo de 5 semanas a partir del día en que se añade el cuajo. La temperatura de conservación del queso no puede ser inferior a 4 °C.
La producción en 2001 fue de 480 toneladas 32% de las cuales se hicieron en ferme (granja). 
- La fabricación de una tome de 1,4 kg requiere 14 litros de leche.
- Su placa de caseína roja puesta durante el moldeado indica su procedencia fruitière (Aillons, Lescheraines, Compôte y Gruffy). Los productores fermiers (granjeros) ponen una placa de caseína verde.
- La tome des Bauges fermière se vende hoy más barata que la fruitière. Las granjas están mejor organizadas que los productores independientes.

El queso «Tome des Bauges» puede comercializarse en forma de porciones, a condición de que conserve la corteza en cada una de las tres caras de la porción. Lleva una etiqueta con el nombre de la denominación de origen, en caracteres de tamaño al menos igual a las dos terceras partes del de los caracteres más grandes que figuran en la etiqueta y la mención «appellation d'origine contrôlée». También es obligatoria la aposición del logotipo con las siglas INAO. La mención «queso fermier» («queso de granja») o cualquier otra indicación en la etiqueta que dé a entender el origen artesano del queso se autoriza en determinadas condiciones.

## Características
Se presenta en forma de cilindro entre 18 y 20 cm de diámetro, entre 3 y 5 cm de altura y entre 1,1 y 1,4 kg de peso al final de la maduración. Su corteza presenta relieves e irregularidades, con un espesor de 2 a 3 mm y es de color gris, mohosa, con una pequeña cantidad de amoníaco (el mucor, bautizado como "pelo de gato"). En ella pueden desarrollarse naturalmente algunas zonas que presentan una pigmentación entre amarilla y parda. Su pasta, entre ligeramente resistente y flexible, tiene un color marfil, y puede presentar pequeñas grietas. Tiene un contenido mínimo de 45 gramos de materia grasa por cada 100 gramos de queso tras la desecación completa y su peso total de materia seca no debe ser inferior a 50 gramos por cada 100 gramos de queso.
Su período de degustación óptimo se extiende de abril a septiembre después de una maduración de 10 semanas, pero es también excelente de diciembre a marzo. 

## Fuente
- Solicitud de reconocimiento de la DOP (DOCE 02.09.2006) y reconocimiento (DOCE 09.05.07) (Art. 13 LPI)

- Datos: Q524966
- Multimedia: Tome des Bauges / Q524966